# Antoine Joseph Santerre

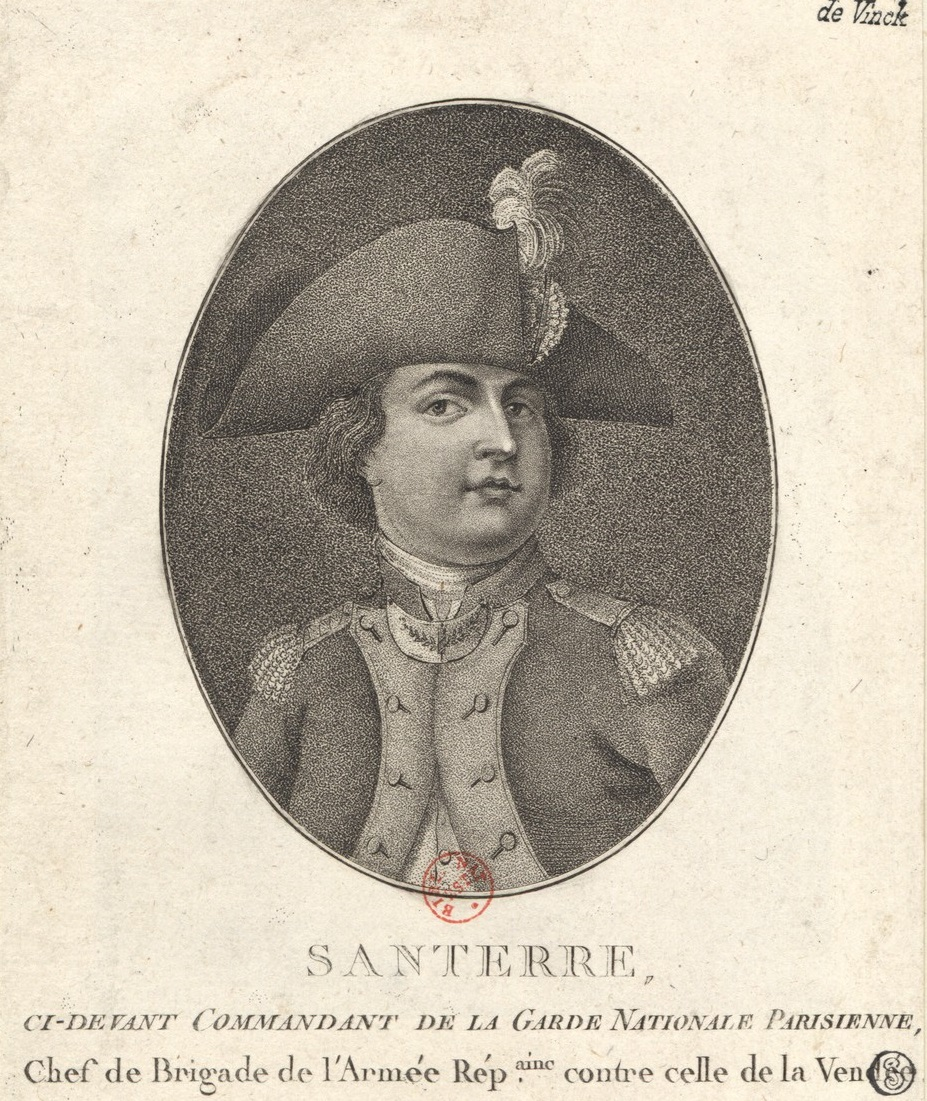
Antoine Joseph Santerre

Antoine Joseph Santerre (* 16. März 1752 in Paris; † 6. Februar 1809 ebenda) war ein Bierbrauer, der während der Französischen Revolution zum Befehlshaber der Nationalgarde aufstieg. Er führte am 10. August 1792 das Kommando beim Tuileriensturm und sicherte am 21. Januar 1793 die Hinrichtung Ludwigs XVI. militärisch ab. 

## Leben
Der Sohn und Erbe eines Brauereiunternehmers aus dem Faubourg Saint-Antoine zählte im Frühjahr 1789 in Paris zu den Wahlmännern und beteiligte sich am 14. Juli 1789 am Sturm auf die Bastille. Er kommandierte danach die Nationalgarde seines Distrikts Enfants-Trouvés und begleitete am 5. und 6. Oktober 1789 den Zug der Poissarden nach Versailles. Wenig später trat Santerre in den Klub der Cordeliers ein. Er überlebte am 17. Juli 1791 das Massaker auf dem Marsfeld und lebte dann einige Monate im Verborgenen. 
Am 20. Juni 1792 führte der wohlhabende, erfolgreiche und beim Volk beliebte Bierbrauer die Streitkräfte zur Legislative und vor die Tuilerien, um gegen das Veto des Königs, die Untätigkeit der Armee und vor allem gegen die Entlassung der girondistischen Minister zu demonstrieren. Er befehligte außerdem am 10. August 1792 die Nationalgarde bei der Erstürmung der Tuilerien und leitete am 21. Januar 1793 die militärische Absicherung der Hinrichtung Ludwigs XVI. Im Mai 1793 trat Santerre in die Armee ein und kämpfte bald darauf als Général de division gegen die Aufständischen der Vendée. 
Nach der Niederlage des Revolutionsheeres bei Coron wurde der inkompetente und verschwenderische Befehlshaber am 17. September 1793 von seinen Aufgaben abberufen. Santerre schloss sich daraufhin den politischen Anhängern Héberts an und geriet nach deren Sturz im April 1794 in Haft, aus der er erst nach dem Umsturz vom 9. Thermidor II (27. Juli 1794) frei kam. Er quittierte seinen Dienst bei der Nationalgarde, unterstützte politisch nur noch den Staatsstreich des 18. Fructidor V (4. September 1797) und lebte seitdem zurückgezogen. 
Am 6. Februar 1809 verstarb der als Geschäftsmann ruinierte, von der Ehefrau verlassene und in völliger Armut lebende Antoine Joseph Santerre in Paris. Eine Gedenktafel, die von Bürgern seiner Heimatstadt in der Rue de Reuilly 9 angebracht wurde, erinnert noch heute an ihn.